# Nebezpečné zatáčky
Nebezpečné zatáčky (v anglickém originále Dangerous Curves) jsou 5. díl 20. řady (celkem 425.) amerického animovaného seriálu Simpsonovi. Scénář napsali Billy Kimball a Ian Maxtone-Graham a díl režíroval Matthew Faughnan. V USA měl premiéru dne 9. listopadu 2008 na stanici Fox Broadcasting Company a v Česku byl poprvé vysílán 11. října 2009 na stanici ČT2.

## Děj
4. července navštíví rodina Simpsonových chatu v lese. Při cestě tam vezmou stopaře Jeremyho Freedmana a jeho přítelkyni Beatrice. Homerovi probleskne hlavou vzpomínka na dobu před dvaceti lety, kdy s Marge jeli na kolech po dálnici. Při pokusu o polibek Homer na kole nabourá a s Marge jsou nuceni jít pěšky. Ned a Maude Flandersovi jedou kolem, uvidí je a vyzvednou je. Ned a Maude prozradí, že jsou manželé, ale mají nějaké manželské problémy. Po návratu do přítomnosti Homera rozčílí, že se Jeremy líbá s Beatrice, což vyvolá další retrospektivu. 
V manželství o pět let později jsou Homer a Marge ve větším stresu. Když jedou s Marge, Patty a Selmou autem a od posledních dvou jmenovaných dostanou obvyklou nakládačku, Homer je naštvaně vyhodí z auta, aniž by věděl, že mají mapu k cíli jejich chaty. Vozidlu dojde benzín a Homer s Marge odejdou s kanystrem a zastaví se v jednom domě, aby si zatelefonovali. Majitel Alberto pořádá večírek a pozve je dál. Marge se rozzuří, když vidí Homera flirtovat s krásnou ženou jménem Sylvia. Po hádce Marge nešťastnou náhodou spadne do bazénu. Homer se začne prát o suši a Marge lituje, že si Homera vzala. V přítomnosti Simpsonovi vysadí Jeremyho a Beatrice a pokračují do své chaty. 
Homer a Marge si vzpomenou na dobu, kdy spolu chodili a kdy je Flanders vzal do stejné chaty a zabarikádoval svobodného Homera a Marge cudně v oddělených pokojích. 
V manželských letech Marge odchází z večírku s Albertem, zatímco Homer odjíždí se Sylvií. Každý z nich skončí v chatce. Alberto a Sylvie se do sebe zamilují, zatímco Homer a Marge svou lásku znovu oživí. 
V současnosti se Homer a Marge setkávají s Albertem a Sylvií, kteří jsou nyní manželé a mají dceru Ruthie, a dozvídají se o svých blízkých milencích. Marge je znechucena, ale Homer ji upozorní, že byla stejně špatná jako on. Homer lituje, že si vzal Marge, a uvězněný v klubku zavazadel, která jim spadla ze střechy auta, nechá Ruthie odejít do lesa. 
Ještě v době, kdy spolu chodili, Ned řekne Homerovi, že kdyby byl ženatý s Marge, mohl by se s ní milovat, jak by chtěl. Při procházce lesem s Marge vyryje Homer do stromu vzkaz „Marge + Homer 4ever“. V přítomnosti Homer tento vzkaz vidí, pak přijde Marge a omylem strom shodí přes rokli. Homer se drží kůry a padá do rokle směrem k řece pod sebou a Marge padá za ním. Zachrání je Bart a Líza ve svém šlapacím autě, s nímž Bart omylem sjel do řeky.

## Kulturní odkazy
Nelineární děj dílu, jenž ukazuje různé momenty vztahu Homera a Marge, je odkazem na film Dva na cestě z roku 1967 s Audrey Hepburnovou a Albertem Finneym v hlavních rolích a hudební doprovod epizody napodobuje hudbu Henryho Manciniho z tohoto filmu. Homer, Sylvia a doktor Dlaha zpívají píseň Chubbyho Checkera „Limbo Rock“, zatímco vodou nasáklá Marge připomíná sestřenici Itt z Rodiny Addamsovy.
V Bartově hře Cereal Killer se objevují Toucan Sam, Trix, Cap'n Crunch a Count Chocula, kteří jsou v tomto pořadí maskoty snídaňových cereálií Froot Loops, Trix, Cap'n Crunch a Count Chocula. Kapesní konzole, na které Bart hraje, je Game Boy Advance.

## Přijetí
Po odvysílání se epizoda setkala se smíšenými ohlasy televizních kritiků. 
Robert Canning z IGN k dílu uvedl: „Bart a Líza jako hašteřivý pár mi přišli velmi vtipní. Vnesli do tohoto obecně zatuchlého výletu svěží nádech. Byly tam i další zábavné vtípky, ale nic z toho nedokázalo vynahradit slabý příběh, který byl vyprávěn, nebo celkovou nevtipnost epizody.“. Tomuto dílu udělil známku 5,8.
Daniel Aughey z TV Guide řekl: „(Byla to) ta nejhorší epizoda vůbec. Události v tomto dílu mi přišly tak zjednodušené, že jsem byl naprosto zmatený.“. Dále uvedl, že „příběh byl sešitý dohromady a nikdy neměl žádný spád“.
Erich Asperschlager z TV Verdictu napsal: „Vždycky jsem měl rád retrospektivní epizody Simpsonových. Ty nejlepší z nich lechtají nostalgickou kost vtipnosti, ale Nebezpečné zatáčky se k těmto epizodám příliš nehodí. Příběh o tom, jak manželství Homera a Marge přečkalo vážnou bouři, by byl mnohem poutavější, kdybychom ho neviděli už dříve. Jsem rád, že scenáristé cítí, že po 19 letech mohou psát příběhy založené na postavách. Jen bych si přál, aby se přestali opakovat. Přesto jsou Nebezpečné zatáčky alespoň uceleným příběhem od začátku do konce a mají jedny z nejlepších one-linerů této řady.“.